# Ossius van Córdoba

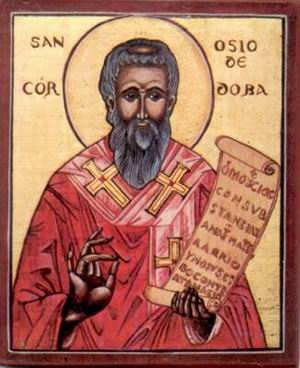
Ossius van Córdoba op een icoon

Ossius van Córdoba (ca. 257 – 359), ook bekend als Osius of Hosius, was een bisschop van Córdoba en een van de prominente voorvechters van wat later het katholieke christendom zou worden in de Ariaanse controverse, die de 4e-eeuws vroeg-christelijke kerk verdeelde. 
Na Lactantius, was hij wat betreft christelijke zaken de voornaamste adviseur van de keizer Constantijn de Grote. Hij bepaalde in hoge mate de inhoud van openbare toespraken, zoals Constantijns, Oratie aan de heiligen, een toespraak die de keizer ten overstaan van de verzamelde bisschoppen uitsprak.
Ossius was deelnemer van de Synode van Elvira in 306, van het Eerste Concilie van Nicea in 325, en van het Concilie van Sardica in 342 of 343.